# Alphonse-Lavallée

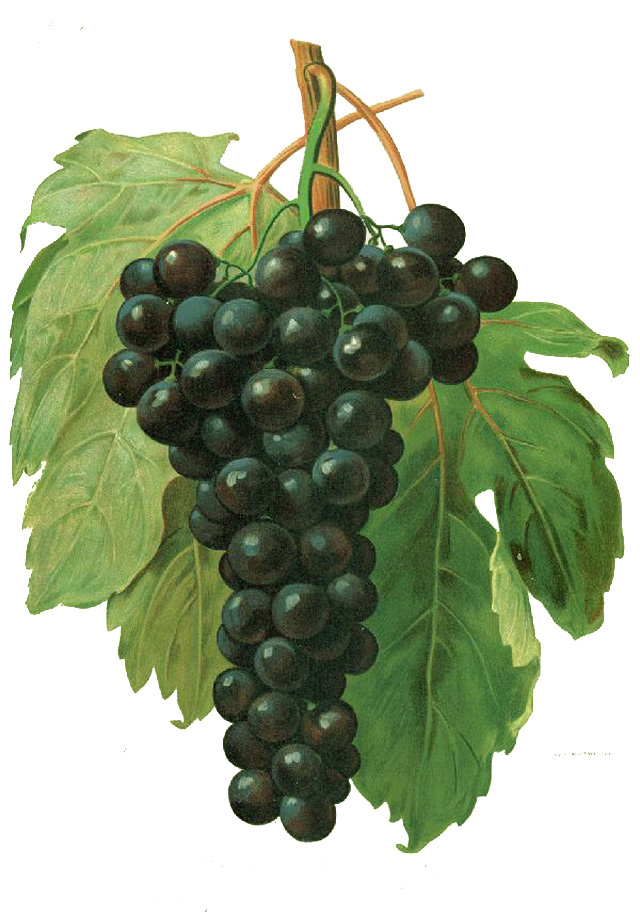
Alphonse-Lavallée im Buch von Viala & Vermorel

Die Rotweinsorte Alphonse-Lavallée ist eine Neuzüchtung zwischen den Rebsorten Kharistvala Kolkhuri (syn. Gros Colman) x Muscat Hamburg. Die frühere Annahme, Alphonse-Lavallée sei eine Kreuzung zwischen Bellino x Lady Downe's Seedling konnte nicht bestätigt werden.  Sie wurde nach Pierre Alphonse Martin Lavallée, dem damaligen Präsidenten der Société d'Horticulture de France benannt.  Die Kreuzung erfolgte laut Pierre Galet um das Jahr 1860 in der französischen Stadt Orléans.
Sie wird als Tafeltraube verwendet; die weltweit bestockte Fläche (Argentinien, Australien, Österreich, Chile (4.816 Hektar, Stand 2006), Kanada, Deutschland, Frankreich (886 Hektar, Stand 2007), Indien, Türkei, Südafrika) beträgt rund 10.000 Hektar. In Belgien wurde sie lange Zeit erfolgreich in Gewächshäusern gezogen.
Sie ist anfällig gegen Verrieselung und Pilzkrankheiten (Echter Mehltau, Falscher Mehltau der Weinrebe, Grauschimmelfäule) sowie nicht sehr winterfrosthart. Die Rebe ist sehr ertragreich und erbringt Trauben mit relativ neutralem Geschmack. Sie reift ca. 3 Wochen nach der Rebsorte Gutedel und gilt somit als mäßig spät reifend. Alphonse-Lavallée ist eine Varietät der Edlen Weinrebe (Vitis vinifera). Sie besitzt zwittrige Blüten und ist somit selbstfruchtend. Beim Weinbau wird der ökonomische Nachteil vermieden, keinen Ertrag liefernde, männliche Pflanzen anbauen zu müssen.
In Kalifornien (→ Weinbau in Kalifornien) und Südamerika wird die Rebsorte meist Ribier bzw. Ribier Noir genannt. Es gibt aber in Frankreich auch eine eigenständige Rebsorte Ribier, die nicht verwandt ist.
Zugelassene Klone: 319 - 797 - 798 - 799 - 857.
Die Sorte war Kreuzungs-Partner bei der Neuzüchtung Cardinal. Siehe auch die Liste von Rebsorten.

## Synonyme
Die Rebsorte Alphonse-Lavallée ist auch unter den Namen Afrikai Szoeloe, Alfons, Almeria Negra, Alphonso Lavalee, Ansleys Large Oval, Argentine, Barbarou, Blauer Damascener, Black Marocco, Black Muscadel, Blaue Geisdutte, Blaue Oliventraube, Cespljevna, Enfes, Entes, Garnacha Roja, Gros Noir oder Grosse Noir, Karatopalak, Moltge, Oktyabrskii, Persia, Prince Royal Albert (die Traube feierte ihre ersten Erfolge in britischen Gewächshäusern), Raisin d'Afrique, Raisin du Jerusalem, Raisin St. Antoine, Ribier, Ribier Noir, Rimpie, Royal (bei dieser belgischen Sorte soll es sich um eine Mutation von Alphonse-Lavallée handeln; auch Royal Emile Terheyden oder Royal Belge genannt) und Slyvovy bekannt.
Abstammung: Kharistvala Kolkhuri × Muscat de Hambourg